# هيبوليت جيراردو
هيبوليت جيراردو (بالفرنسية: Hippolyte Girardot)‏
```
(و. 
1955
 – 
م
)
[
2
]
 هو 
ممثل
 من 
فرنسا
 . ولد في 
بولون-بيانكور
.
[
1
]
[
3
]
```

## روابط خارجية
- هيبوليت جيراردو على موقع IMDb (الإنجليزية)
- هيبوليت جيراردو على موقع روتن توميتوز (الإنجليزية)
- هيبوليت جيراردو على موقع قاعدة بيانات الأفلام العربية
- هيبوليت جيراردو على موقع ألو سيني (الفرنسية)
- هيبوليت جيراردو على موقع ميوزك برينز (الإنجليزية)
- هيبوليت جيراردو على موقع أول موفي (الإنجليزية)
- هيبوليت جيراردو على موقع قاعدة بيانات الأفلام السويدية (السويدية)
- هيبوليت جيراردو على موقع قاعدة بيانات الفيلم (الإنجليزية)
- هيبوليت جيراردو على موقع كينوبويسك (الروسية)